# Alexandre-Bernard-Pierre de Froissard
Pour les autres membres de la famille, voir famille de Froissard.
Alexandre-Bernard-Pierre, marquis de Froissard (29 juin 1769 à Dole - 5 mars 1847 à Paris), est un militaire et homme politique français.

## Biographie
Membre de la Famille de Froissard, il est le fils de Claude-Bernard Flavien, marquis de Froissard-Bersaillin, officier au régiment des gardes françaises, et de Claude-Françoise-Marie-Gabrielle de Mailly de Châteaurenaud. Il suivit, comme son père, la carrière militaire. Attaché à l'Ancien Régime, il émigra dès le début de la révolution, servit dans l'armée des princes, et, rentré en France sous le Consulat, ne prit aucune parts aux affaires publiques jusqu'à la Restauration. 
Il avait le grade de lieutenant-colonel, et le titre de gentilhomme honoraire de la chambre du roi, quand il fut élu, le 6 mars 1824, député du Jura, au collège de département. Le marquis de Froissard siégea à droite et vota avec les « ultras ». Il ne quitta la Chambre des députés que pour entrer, le 5 novembre 1827, à la Chambre des pairs, où il soutint de ses votes, jusqu'en 1830, la monarchie de Charles X. Il se retira pour ne point prêter le serment à Louis-Philippe. 
Il était conseiller général du Jura et propriétaire du château de Bersaillin et de l'hôtel de Froissard.
Il épousa Agathe de Pracomtal en 1800 dont postérité subsistante dans les familles : Froissard, Maistre, Colbert-Turgis, Chassepot de Pissy, della Faille, Schoenlaub, Guitaut.

## Sources
- « Alexandre-Bernard-Pierre de Froissard », dans Adolphe Robert et Gaston Cougny, Dictionnaire des parlementaires français, Edgar Bourloton, 1889-1891 [détail de l’édition]